# CP-40294
CP-40294 هو مبيد حشري واسع الطيف. أُدرِجَت على أنها مادة شديدة الخطورة وفقًا لقانون التخطيط للطوارئ وقانون حق المجتمع في المعرفة بالولايات المتحدة.